# Campeonato Europeu de Beisebol de 1956
O Campeonato Europeu de Beisebol de 1956 foi a 3º edição do principal torneio entre seleções nacionais de beisebol da Europa. A campeã foi a Seleção Neerlandesa de Beisebol, que conquistou seu 1º título na história da competição. O torneio foi sediado na Itália.